# Cinema Bosque
El Cinema Bosque està ubicat a la Rambla de Prat, 16, a la cantonada amb l'Avinguda de la Riera de Cassoles, al barri de la Vila de Gràcia de Barcelona. Les quatre carasses de la façana estan incloses a l'inventari de Petits paisatges de Barcelona.

## Història
Aquests terrenys formaven part de la finca de La Fontana, propietat de Joaquim de Roca i Batlle i que tenia una part de bosc. Cap al 1898, al principi de la nova Rambla de Prat i fent cantonada amb el carrer Gran, Josep Valls i Romà va instal·lar-hi una barraca on es feien exhibicions cinematogràfiques i de llanterna màgica. Aquesta va ser batejada pels veïns com «La Campana». Vist l'èxit que tenia, va decidir fer un edifici d'obra tocant a la riera de Sant Gervasi. Així va néixer el Gran Teatro del Bosque.

### Gran Teatro del Bosque
El 19 de març de 1905 s'inaugurà el local amb el nom de Teatro del Bosque en La Fontana, per indicar que es tractava del bosc de la finca de La Fontana.
Aquest edifici disposava d'una gran platea i una àmplia galeria, seixanta llotges laterals i diverses cadires i butaques distribuïdes pel jardí, per a una capacitat d'unes mil persones. També hi havia un skating, que a l'hivern es convertia en skatin-glacier, i diversos quioscs de begudes.
L'obra que va inaugurar aquest nou local va ser Marina d'Arrieta, amb la participació del tenor Manuel Utor, conegut com el Musclaire.
El 21 de juny de 1905 es va estrenar l'òpera Aida, fet que va consolidar el Bosc com el segon teatre operístic de Barcelona, després del Liceu. Les primeres pel·lícules es van projectar l'octubre de 1906 acompanyades de les corresponents sarsueles i varietats.
Valls Romà va tenir els drets en exclusiva per estrenar a Espanya Madama Butterfly de Puccini, el 9 d'agost de 1907. Aquell mateix any es van col·locar a la façana quatre baixos relleus esculpits per Pau Gargallo, per petició de Valls Romà, que representaven Picasso, Isidre Nonell, Ramón Reventós i el propi escultor.
El gran impacte cinematogràfic va tenir lloc el 19 d'octubre de 1907 amb la projecció de Las inundaciones de Cataluña.

#### Representacions operístiques[calcitació]
- Eugeni Onegin, de Txaikovski.
- Don Procopio, de Georges BIzet (1907).
- La Jolie Fille de Perth, de Georges Bizet.
- Demon, d'Anton Rubinstein.
- Hespèria, de Joan Lamote de Gringon i Bocquet.
- Bruniselda, d'Enric Morera.
- Roméo et Juliette, de Charles Gounod.

### Circo Ecuestre Bosque
El 1916 es va enderrocar el local i s'hi va construir al damunt el Circo Ecuestre Bosque. Es va inaugurar el 21 de juny del mateix any, però només va durar una temporada.

### Cine Bosque
El juny de 1917 es va inaugurar un nou Bosque que tenia l'entrada principal per la cantonada de Rambla de Prat amb l'avinguda de la Riera de Cassoles. Era un edifici polivalent, és a dir, tenia tres plantes distribuïdes entre el pati de butaques i dos amfiteatres, amb llotges descobertes en tots dos laterals. La platea estava construïda de tal forma que permetia transformar-se en pista de circ, pista de ball, escenari o sala de teatre. Tenia una capacitat aproximadament de 2.000 localitats repartides entre grades, pista, llotges de platea i el primer i segon pis.
Per a la decoració del nou local, es va comptar novament amb Gargallo que va ser l'encarregat d'aixecar quatre columnes al·legòriques a la Tragèdia, la Dansa, la Comèdia i la Música.
Durant aquesta etapa s'hi van celebrar diversos mítings polítics, dels quals se'n destaquen dos. El del 14 de desembre de 1918, en el qual van participar els líders polítics Alejandro Lerroux, Marcel·lí Domingo i Francisco Gíner de los Ríos, i el del 16 de desembre del mateix any, quan Francesc Cambó va donar una conferència en la qual va pronunciar la famosa frase «Monarquia? República? Catalunya!».
El 10 de febrer de 1939, després de la Guerra Civil, es va tornar a projectar cinema amb normalitat. Les pel·lícules elegides van ser Quiéreme siempre i Carne de escándalo. També es va començar a programar conjuntament amb el cinema Principal Palacio fins al 1944.
El 1944, essent ja propietat de la família Verduna, s'hi va dur a terme una nova reforma que, entre d'altres canvis, va incloure la destrucció de les cariàtides que havia esculpit Gargallo. La programació per a aquesta nova obertura va ser Cómicos en París i El rey de los mares.
El 9 de març de 1953, va començar a formar part de l'empresa Alianza SL, programant conjuntament amb el Capitol i el Metropol. Aquesta relació va durar fins al 22 de desembre de 196, quan el cinema Bosque va decidir tornar a la programació de doble reestrena.
Pere Balañà i Forts, com a propietari del cinema, va fer enderrocar l'edifici i se'n va alçar un altre al mateix lloc. El nou cinema tenia un amfiteatre penjant i es va variar el pendent del pis per assegurar la visibilitat de la pantalla des de qualsevol lloc; tenia una capacitat de 1.034 localitats. També es van restituir les escultures de Gargallo a la façana del nou edifici. La inauguració va tenir lloc el 22 de desembre de 1965 amb la projecció de Cantinflas: El padrecito. Des d'aquell moment va compartir programació amb els cinemes Borràs i Regio Palace.
L'estrena d'A ClockWork Orange (La taronja mecànica) el 10 de maig de 1975 va marcar una època, ja que es començà a considerar el cinema Bosque com una sala especial.

### Bosque Multicines
El 1996, el Grup Balañà inicià les obres d'ampliació del cinema al solar del costat, ocupat per un pàrquing. MMASS Arquitectes juntament amb Antoni Bonamusa hi projectaren un complex de sis plantes d'aparcament soterrani i sis sales de cinema (cinc en planta baixa i una en planta alta), que fou inaugurat el 14 d'agost de 1998. El 23 de desembre de 1999 s'acabà la reforma de la sala original, reconvertida en tres noves sales, resultant en un conjunt de nou multisales amb una capacitat de 2.005 localitats.

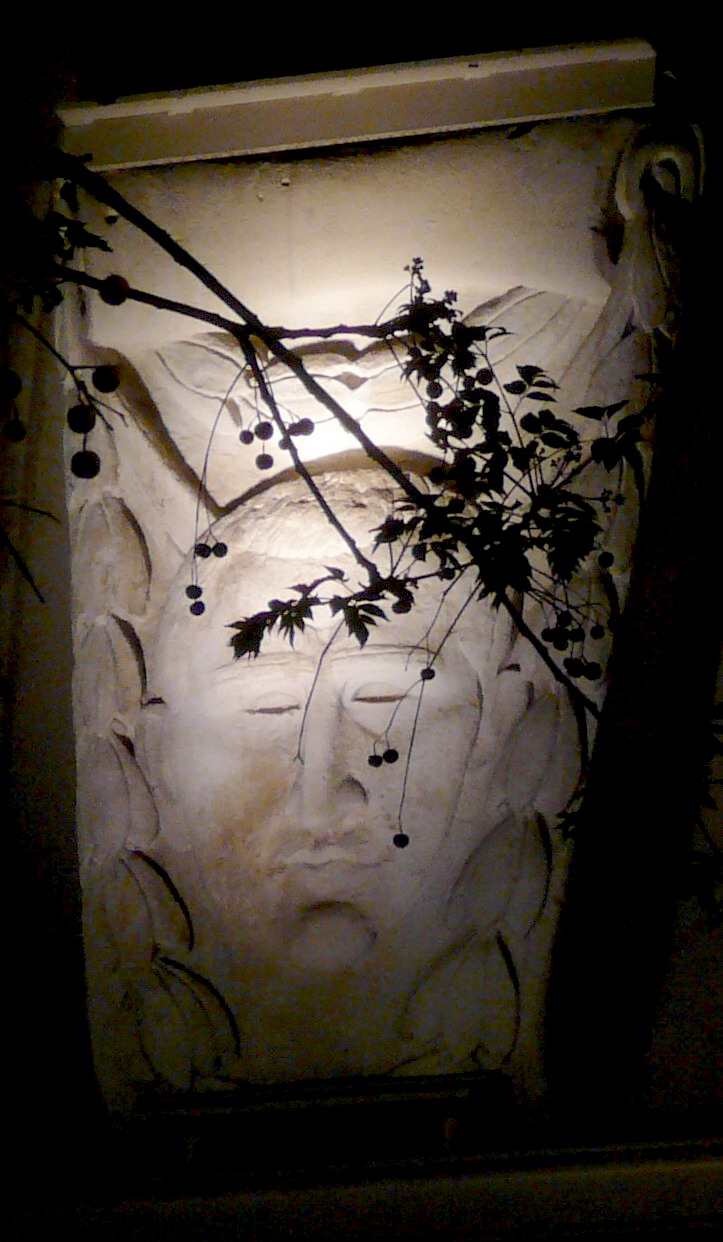
Autoretrat de Pau Gargallo a la façana del Cinema Bosque